# Milotička
Milotička je renesanční vodní tvrz, jejíž zachovalá zřícenina se nachází ve východní části obce Velká Polom v okrese Ostrava-město, nedaleko hlavní silnice mezi Ostravou a Opavou.

## Historie
Vše nasvědčuje tomu, že původní vodní tvrz zde postavili někdy koncem 13. století Donátové z Velké Polomi. Ve své době byla chráněna pěti rybníky a 6 m hlubokým a místy 10–17 m širokým vodním příkopem. K roku 1486 je doložena pod názvem Milotička. Objekt této bývalé tvrze se nachází na břidlicové skále jako nedílná součást bývalého vrchnostenského dvora. Samotnou stavbu tvoří masivní kamenná jednoposchoďová budova se základovými zdmi 1–2 m silnými. Vnější rozměry objektu činí cca 36 × 34,5 m, vnitřní nádvoří má rozměry cca 16 × 19 m. V severním rohu nádvoří se doposud nachází studna o průměru 1,8 m neznámé hloubky (dnešní hloubka je asi 4 m). Většina vnitřních stěn objektu přimykajících k nádvoří tvoří zdi přes 1 m silné. Na všech čtyřech vnějších rozích objektu se dochovaly masivní kamenné opěrné pilíře s půdorysným základem cca 1,6 × 2,9 m a výšce 6,5 m. Pátý dochovaný pilíř se nachází na severní straně vnější zdi a byl zřejmě zbudován později. Převážná většina celého objektu vyjma nádvoří je podsklepena. Kamenné sklepy mají zčásti dochovanou valenou klenbu. Vstup do objektu byl zabezpečen z jihovýchodní strany přes dochovanou vstupní bránu o šířce 2,5 m a současné výšce 2,5 m, v horní části uzavřenou plochým obloukem. Přístup do nádvoří pak procházel chodbou v palácové části o přibližně stejných rozměrech.
Tvrz v minulosti prošla několika úpravami. V průběhu 14. století dostala tvrz podobu kamenného dvoupatrového čtyřúhelníka s nádvořím, jenž se velikostí blížil menšímu hradu. Vnější stěna tvrze měla délku 48 m, vnitřní 15 m, zdi byly silné 2 m, vodní příkopy kolem objektu byly 6 m hluboké a 8–10 m vysoké. Budova byla pravděpodobně dvoupatrová, zakončená po svém obvodu cimbuřím a její výška je odhadována na 15 m. Jako hospodářské zázemí tvrze byl zřejmě současně s ní vybudován dvůr.
V minulosti tvrz obývaly knížecí rody vládnoucí na velkopolomském panství. Tak tomu bylo až do roku 1680, kdy tvrz odkoupil hrabě Jiří Štěpán Bruntálský z Vrbna, který ovšem tvrz neobýval. Tvrz tedy zůstala sídlem vrchnostenského purkrabího a část jejího areálu využili pro své potřeby zaměstnanci vrchnosti sládek z pivovaru. Po smrti hraběte Jiřího Štěpána tvrz kolovala v rukou různých majitelů, kteří ale o tvrz nejevili zájem, až skončila v rukou rodu Vlčků (Wilczků). Roku 1805 bylo velkolpolomské panství spojeno s okolními panstvími a tvrz přestala být sídlem správy panství a byla dána za obydlí polesnému Karlu Stupkovi a za sýpku. V majetku hrabat Wilczků zůstala tvrz až do roku 1924 a sloužila nadále jako sýpka a obydlí dvorské čeledi. V rámci první pozemkové reformy získal tvrz pan Kubíček. Tvrz byla stále památkově udržovaná a přečkala bez pohromy i období druhé světové války. Po roce 1948 byla s pozemky bývalého zbytkového statku začleněna do majetku ČSSS. Toto období znamenalo úpadek tvrze. Nový majitel (státní statky Hlučín) se o objekt nestaral, obyvatelé, kteří v něm ještě v 50. letech žili, jej postupně devastovali a nakonec v 60. letech 20. století tvrz zpustla. Během 70. a 80. let 20. století byly organizovány brigády v rámci hnutí Brontosaurus, při nichž byl upravován terén kolem tvrze a v ní samotné a připravovaly se projekty na zahájení větších oprav objektu. Došlo ovšem k sesuvu jedné z obvodových stěn tvrze, pravděpodobně v důsledku podmáčení základů vodou z vodního příkopu kolem tvrze. Po pádu této stěny se objekt proměnil ve zříceninu.
Po roce 1989 byla tvrz v rámci restituce vrácena panu Kubíčkovi, který ovšem neměl finance na opravu objektu a tak jej odprodal. Jedním z prvních zájemců byl pan Schulhauzer, který ale pro nedostatek finančních prostředků nebyl schopen renovace tvrze. Novým majitelem se tedy stal pan Sekanina, který koupil tvrz i sýpku (židovnu – jedním z majitelů byl žid). Pan Sekanina zamýšlí provést renovaci tvrze. Ve spolupráci s architekty představil obecnímu úřadu Velké Polomi návrh budoucího náměstí v místě dnešní tvrze. V tomto návrhu je zakomponována tvrz se sýpkou jako součást komplexu obecního úřadu. Také se uvažuje, že by v prostorách tvrzi mohlo vzniknout muzeum. Každopádně by tento projekt pomohl ke zviditelnění obce v rámci regionu a přispěl by k rozvoji systému služeb obce.
Rekonstrukce tvrze by měla být v budoucnu[kdy?] prováděna ve spolupráci s Národním památkovým ústavem.[zdroj?] Problémem jsou vysoké finanční náklady spojené s rekonstrukcí. Je možné, že nový majitel nebude schopen rekonstrukci financovat a dojde k devastaci historické památky. V obci vznikla[kdy?] skupina nadšenců,[kdo?] kteří mají snahu tvrz zachovat. Jejich úsilí je směřováno převážně na možnosti získání grantů a finanční podpory na záchranu tvrze.

## Galerie

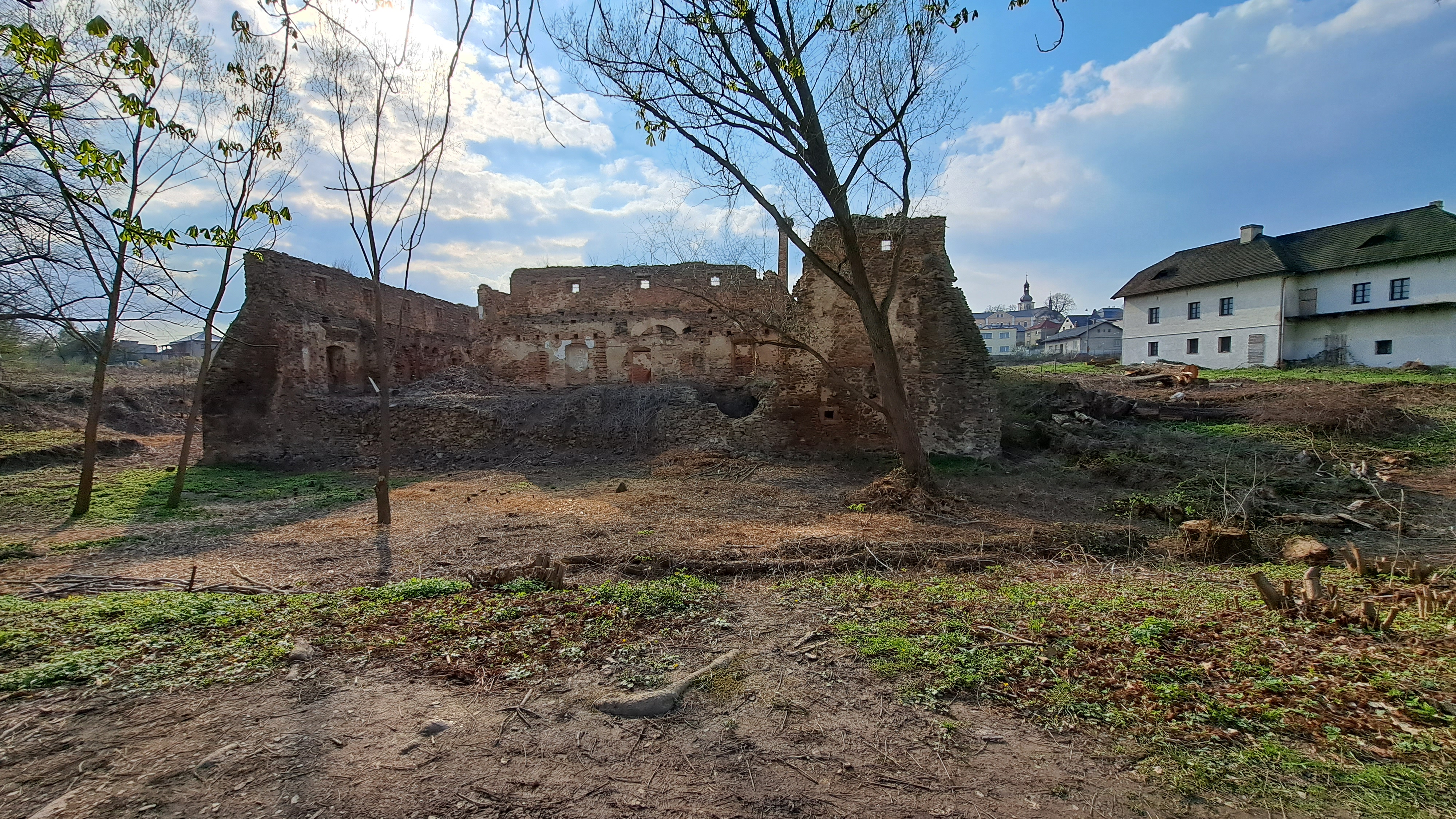
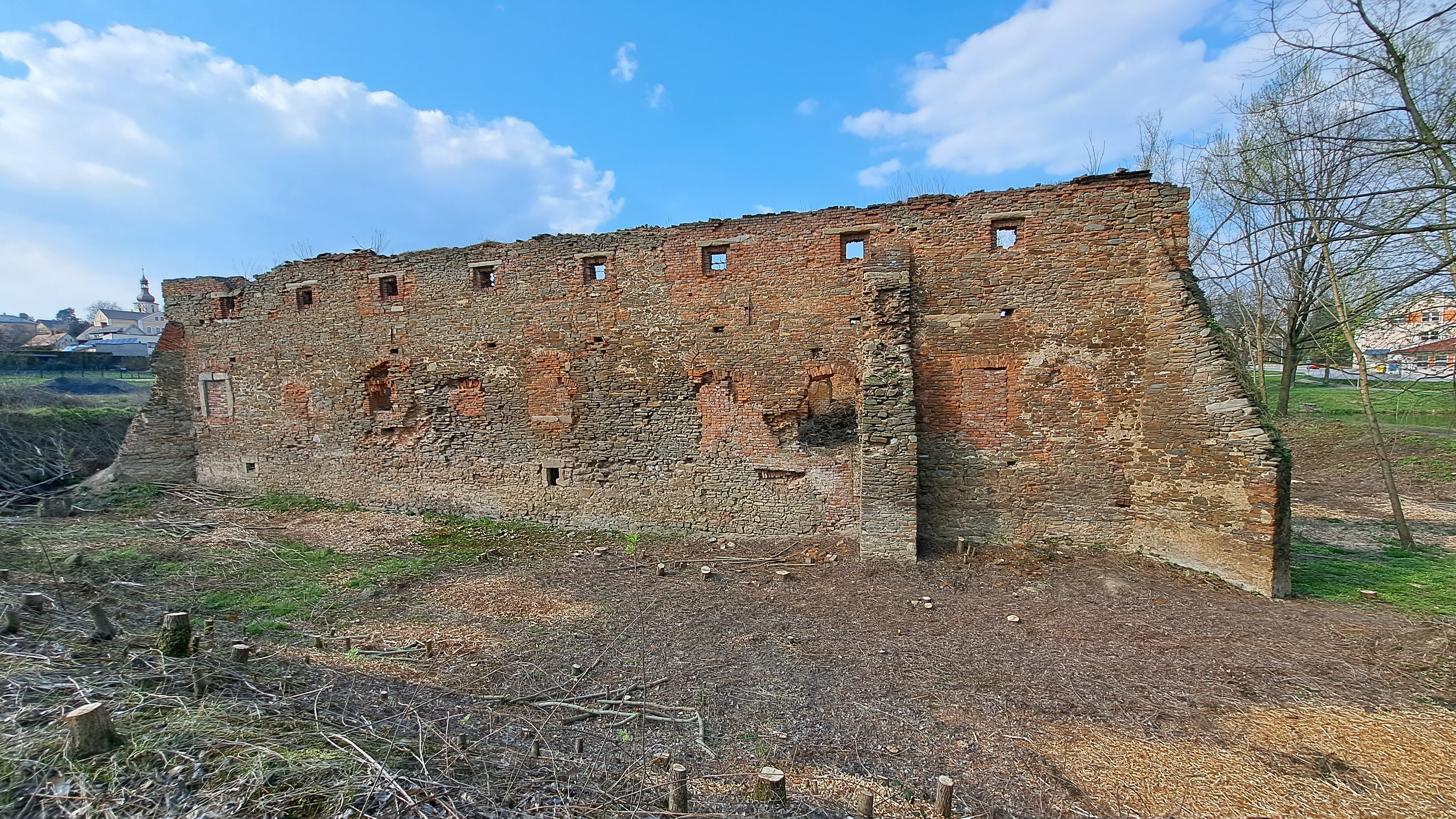
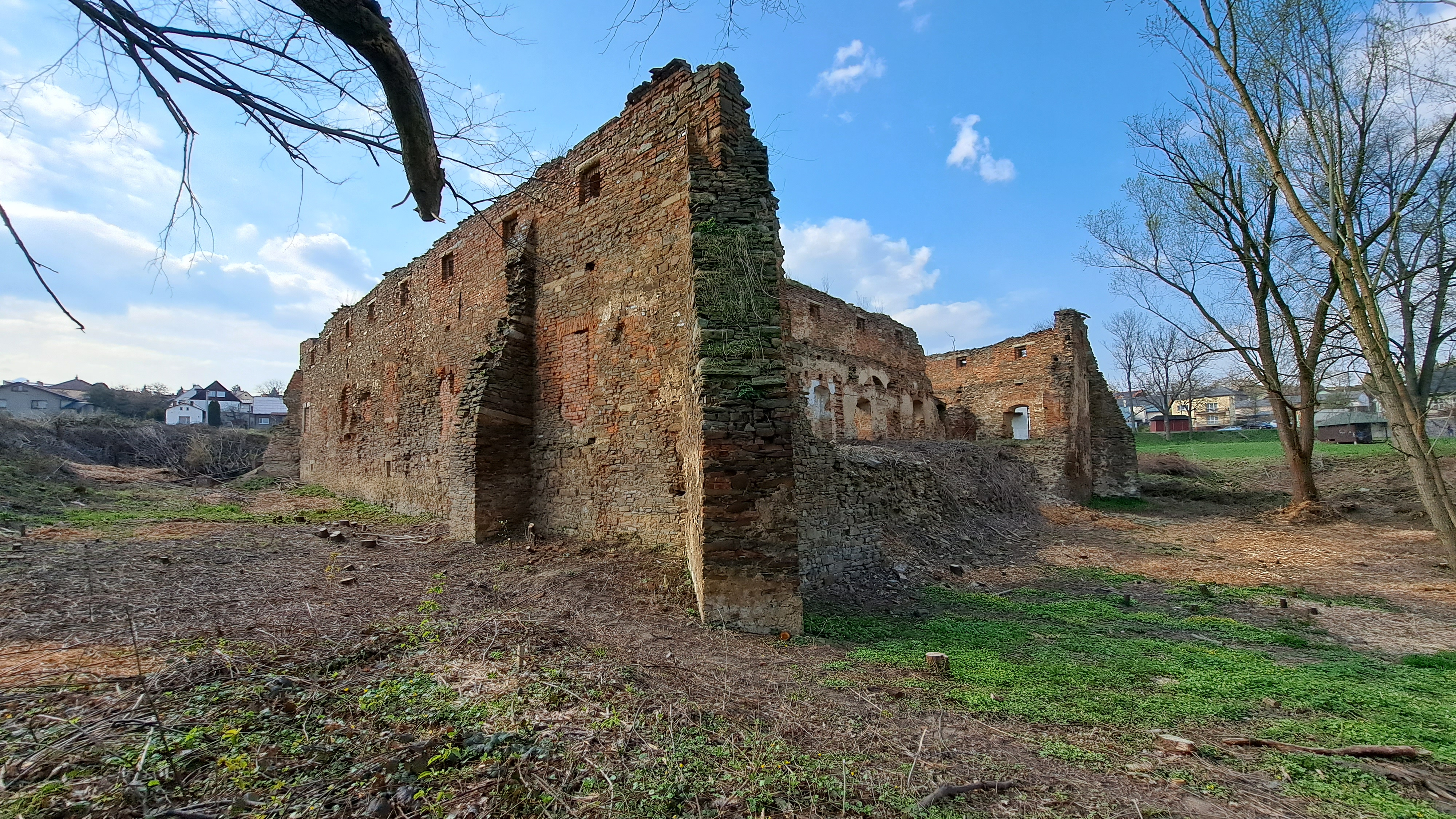
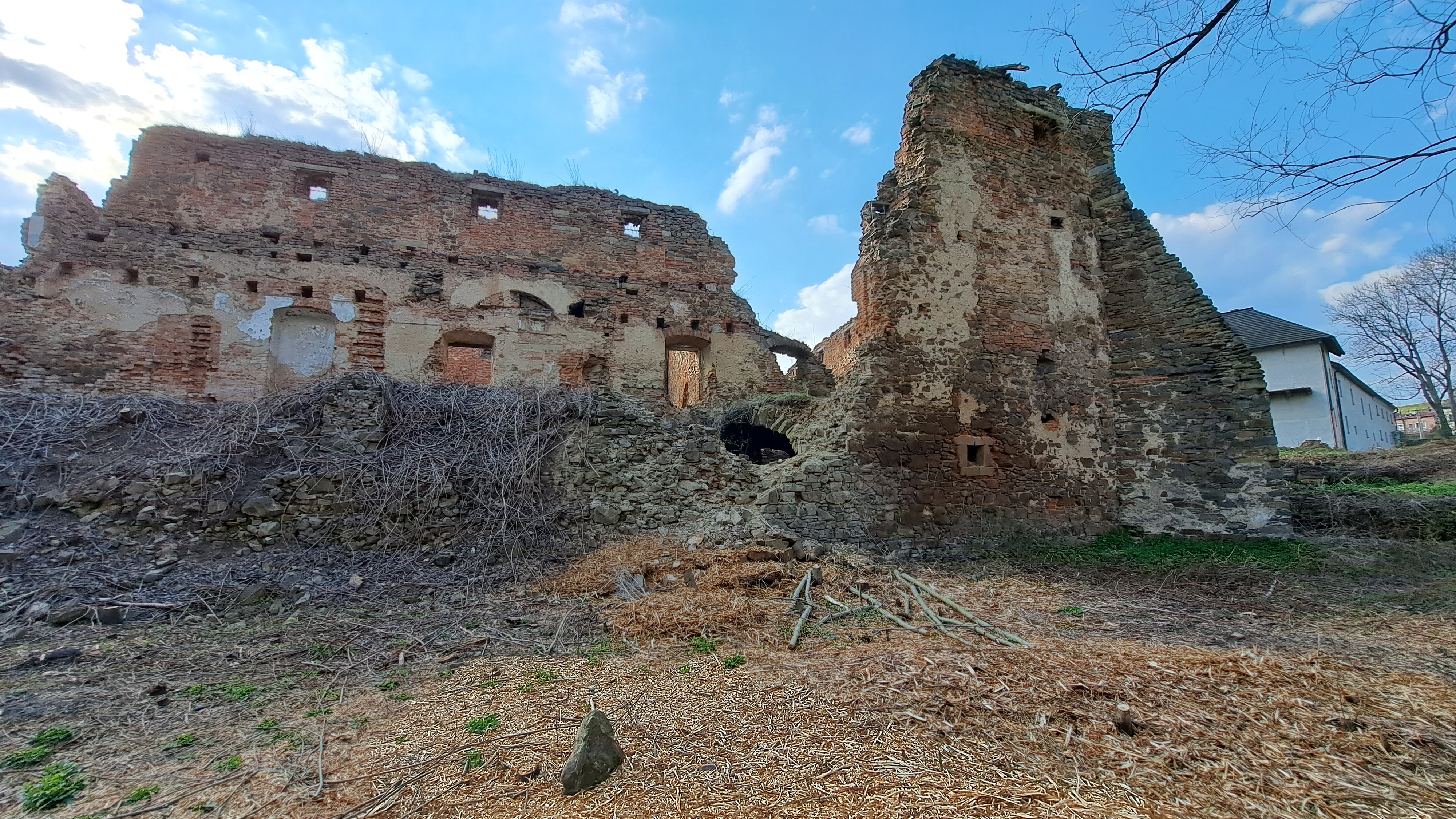
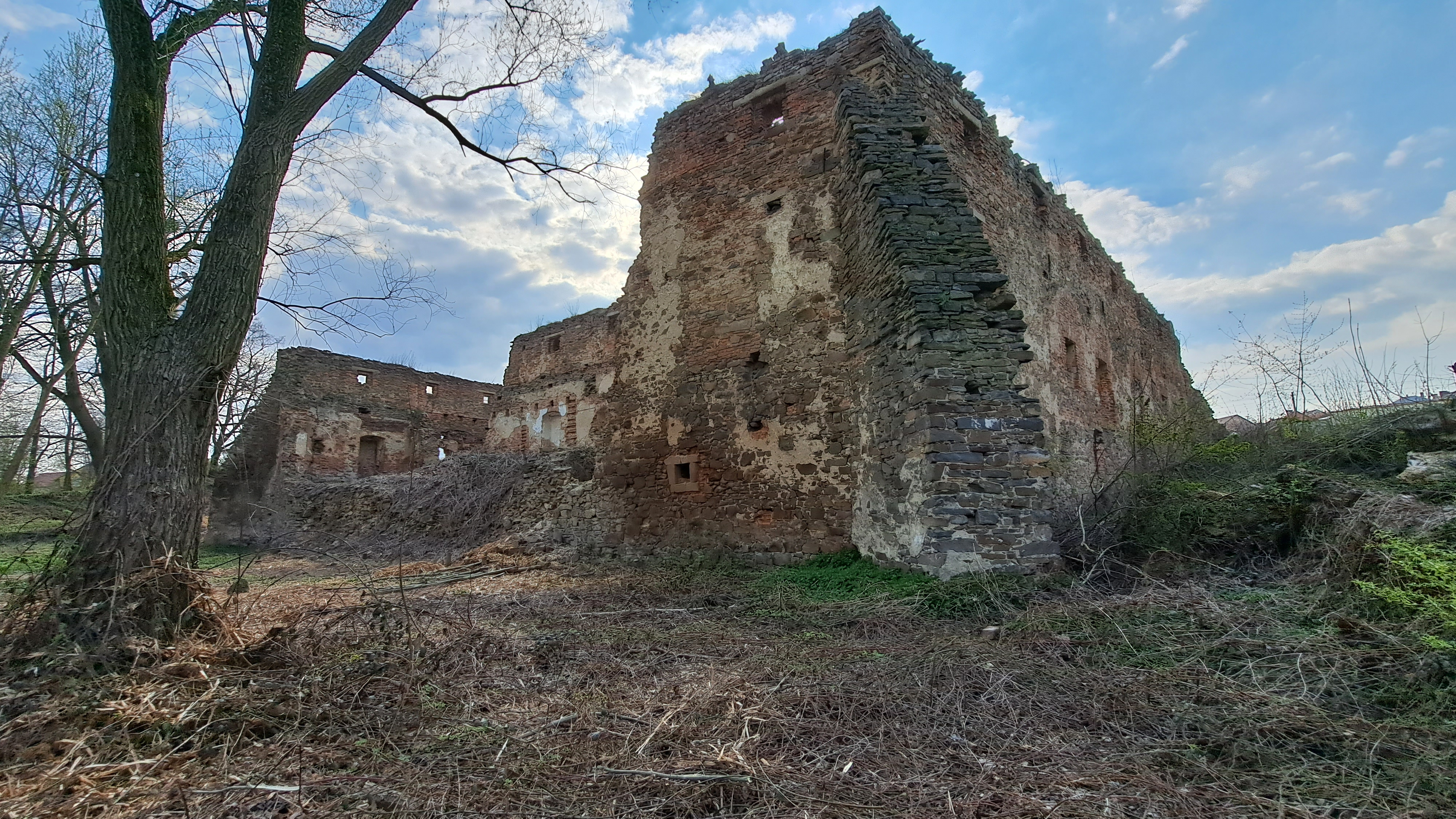
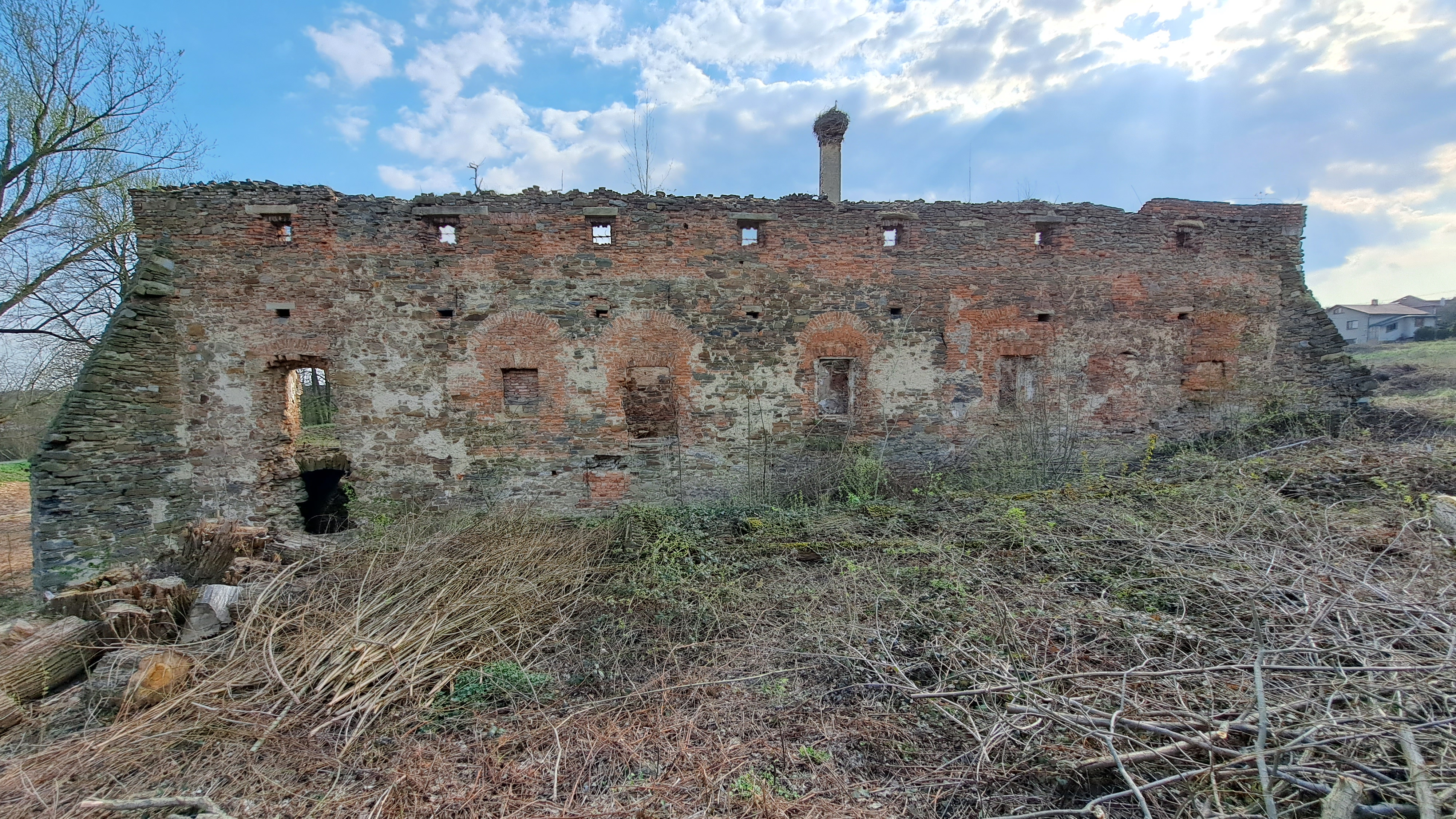
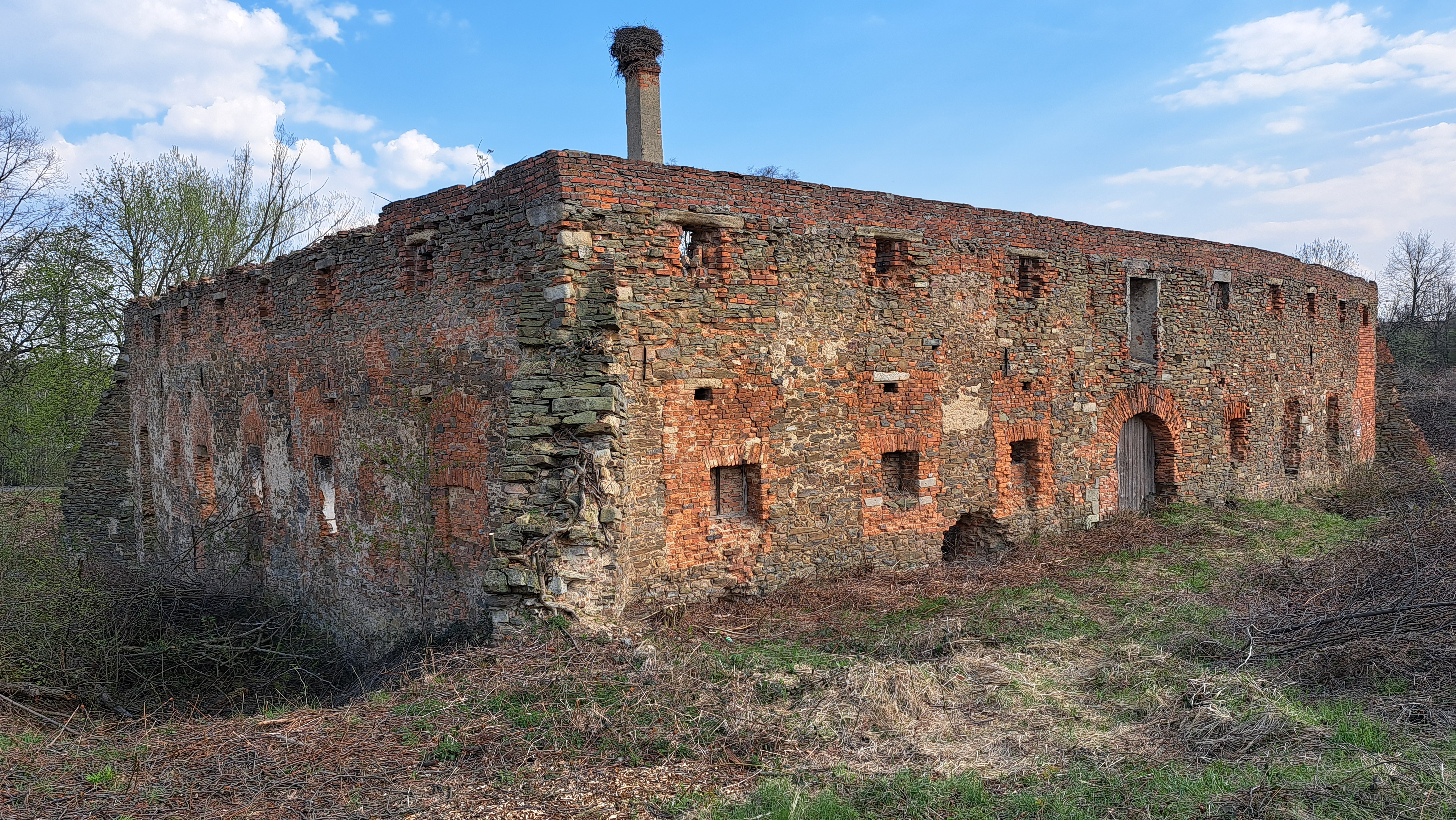